# Héctor Figueroa Bravo
Héctor Manuel Figueroa Bravo (Puerto Montt, 13 de octubre de 1970 - Madrid, España, 11 de marzo de 2004) fue el único chileno fallecido en los atentados del 11 de marzo de 2004 en Madrid.
Casado con Angélica Jeria, de 25 años, con quien tenía un hijo, Ignacio Figueroa Jeria, de 7 años, en donde arrendaba un departamento en Vallecas, en donde además vivía con su suegro Carlos Jeria de 68 años.

## Consecuencias de su muerte
En España se organizó una marcha en el honor de los 190 fallecidos, a los cuales se le agregan 2 más a fin de junio, en donde se protestaba en contra de estos hechos. Mientras que en Chile, el presidente, señor Ricardo Lagos Escobar pidió el inmediato traslado de la familia de Héctor que vivía en España, volvieron a Chile el 14 de abril de 2004, además se le pidió un bono al senado, que será entregado hasta el fallecimiento de Ignacio. También se organizó una marcha en Puerto Montt en donde los familiares y amigos de Héctor marcharon en su honor y en honor a los 48 fallecidos en los atentados que no eran originarios de España, en el cementerio se le hizo una tumba y un cuadro en su honor, en donde se nombraba a los otros 48 fallecidos que no eran oriundos de España.

## Monolito
El monolito tiene escrito como título Vidas destruidas y abajo dice Por una vida mejor encontraron una muerte peor. Más abajo tiene el nombre Héctor Manuel Figueroa Bravo y luego con letras un poco más pequeñas están escritos los otros 48 fallecidos no oriundos de España.

## Aniversario
El 12 de marzo de 2005, se invitó a las familias de los fallecidos inscritos en el monolito para realizar el aniversario de las muertes de sus parientes.